# 矛斑蝗莺

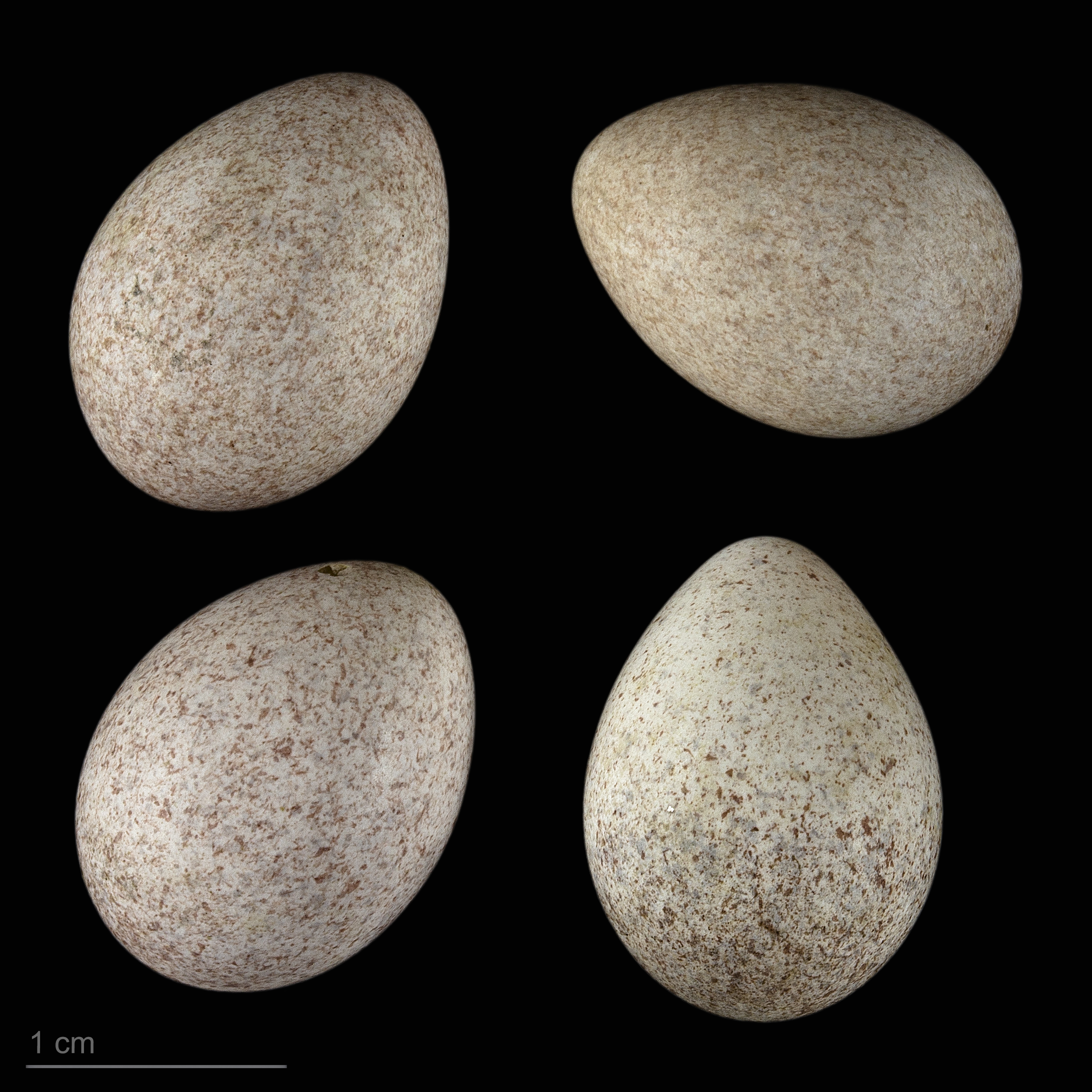
Locustella lanceolata - 土魯斯博物館

矛斑蝗莺（学名：Locustella lanceolata）为蝗鶯科蝗莺属的鸟类。

## 分類
屬名Locustella源自拉丁語，是locusta（意為「蝗蟲」）的指小詞，這是指黑斑蝗鶯和同屬其他一些物種的鳴唱聲。 種名 lanceolata在拉丁語中意為「矛形」，指的是牠胸部的條紋。

## 分布與棲地
分布在欧亚大陆北部和东南亚地区。在中国大陆，分布于华北、四川、湖北、江苏、广东、海南、云南等地。该物种的模式产地在俄罗斯。牠的繁殖範圍從俄羅斯東北部橫跨古北界至日本北海道北部。這種鳥類是遷徙性鳥類，冬季會遷徙至東南亞。
這種小型雀形目鳥類棲息於有較厚灌木或樹木的草地，通常靠近沼澤或濕地空地。牠們在草叢中的巢中產下五顆蛋。這種鳥在西歐為罕見的迷鳥。設德蘭群島的費爾島是觀察這種難以覓見的迷鳥的最佳地點之一。

## 描述
這是一種小型鶯類，成鳥的背部帶有條紋的棕色，腹部為灰白色，並有像矛頭一樣的小條紋，這些條紋也出現在尾下覆羽。雌雄鳥外觀相同，與大多數鶯類一樣，但幼鳥的下部顏色較黃。像大多數鶯類一樣，牠是食蟲性鳥類。
這是一種隱匿性強的鳥類，除了在鳴唱時，極難看見。牠經常在草叢和低矮的植被中爬行。
牠的鳴聲與同屬其他物種一樣，是單調的機械式昆蟲聲，通常在黃昏時發出。
目前記錄有兩個亞種：L. l. lanceolata (Temminck, 1840)和L. l. hendersonii (Cassin, 1858)。